# Jardin de la Gare-de-Reuilly - Julien Lauprêtre
Le jardin de la Gare-de-Reuilly - Julien Lauprêtre est un espace vert du 12e arrondissement de Paris, en France.

## Situation et accès
Le jardin est accessible par le 6, rue Paul-Dukas.
Il est desservi par la ligne 6 à la station Dugommier.

## Origine du nom
Le jardin s'étend de part et d’autre de l’ancienne gare de Reuilly.
À la suite d'un vote du Conseil de Paris en décembre 2019, Anne Hidalgo inaugure le jardin Julien Lauprêtre le 6 octobre 2022 en hommage à celui qui fut résistant et président du Secours populaire français de 1955 à sa mort.

## Historique

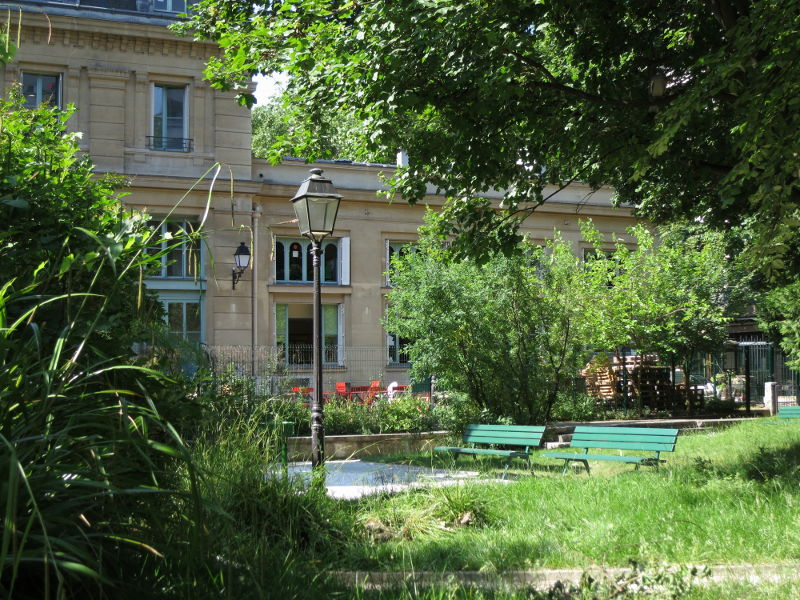
Vue du jardin de la Gare-de-Reuilly avec, en arrière-plan, l'ancienne gare de Reuilly.

Le jardin est créé en 1995.